# Мамедов, Адиль Меджнун оглы
Адиль Меджнун оглы Мамедов (азерб. Adil Məcnun oğlu Məmmədov; род. 15 апреля 1952, Хачмас (село), Варташенский район) — глава исполнительной власти Гобустанского района.

## Биография
Родился 15 апреля 1952 года в с. Хачмаз Огузского района. В 1975 году окончил факультет ветеринарии Азербайджанского сельскохозяйственного института.
С октября 1975 по сентябрь 1981 года работал врачом - ветеринаром колхоза «Правда» с. Падар Огузского района.
С сентября 1981 по февраль 1982 года являлся заместителем председателя данного колхоза.
С февраля 1982 по февраль 1988 года являлся председателем правления колхоза «Ленин» с. Хачмаз, с февраля 1988 по февраль 1990 — председатель правления колхоза «Комсомол» с. Хачмаз.
С февраля 1990 по январь 1993 — главный директор Агрокомбината Огузского района.
С января 1993 по сентябрь 1994 — начальник управления сельского хозяйства и продовольствия исполнительной власти Огузского района.
Глава исполнительной власти Огузского района (3 сентября 1994 — 25 июля 2002).
Глава исполнительной власти Габалинского района (25 июля 2002 — 26 марта 2004).
Глава исполнительной власти Билясуварского района (26 марта 2004 — 26 апреля 2011).
Глава исполнительной власти Гобустанского района (с 26 апреля 2011).
Автор нескольких книг и научных статей.
Член партии «Новый Азербайджан».